# (500596) 2012 UH111
(500596) 2012 UH111 es un asteroide perteneciente al cinturón de asteroides descubierto el 7 de octubre de 2012 por el equipo del Spacewatch desde el Observatorio Nacional de Kitt Peak, Arizona, Estados Unidos.

## Designación y nombre
Designado provisionalmente como 2012 UH111.

## Características orbitales
2012 UH111 está situado a una distancia media del Sol de 3,122 ua, pudiendo alejarse hasta 3,504 ua y acercarse hasta 2,741 ua. Su excentricidad es 0,122 y la inclinación orbital 3,146 grados. Emplea 2015,68 días en completar una órbita alrededor del Sol.

## Características físicas
La magnitud absoluta de 2012 UH111 es 16,6. 